# 12365 Yoshitoki
12365 Yoshitoki eller 1993 YD är en asteroid i huvudbältet som upptäcktes den 17 december 1993 av den japanska astronomen Takao Kobayashi vid Ōizumi-observatoriet. Den är uppkallad efter Takahashi Yoshitoki.
Asteroiden har en diameter på ungefär 28 kilometer.